# Ballon d'or 1989
Navigation
Édition précédente Édition suivante
Le Ballon d'or 1989 est la 34e cérémonie du Ballon d'or, organisée par France Football. Il récompense le Néerlandais Marco van Basten.

## Résultats
| Rang | Nom                    | Club                         | Sélection            | Points |
| ---- | ---------------------- | ---------------------------- | -------------------- | ------ |
| 1    | Marco van Basten       | Milan AC                     | Pays-Bas             | 119    |
| 2    | Franco Baresi          | Milan AC                     | Italie               | 80     |
| 3    | Frank Rijkaard         | Milan AC                     | Pays-Bas             | 43     |
| 4    | Lothar Matthäus        | Inter Milan                  | Allemagne de l'Ouest | 24     |
| 5    | Peter Shilton          | Derby County                 | Angleterre           | 22     |
| 6    | Dragan Stojković       | Étoile rouge de Belgrade     | Yougoslavie          | 19     |
| 7    | Ruud Gullit            | Milan AC                     | Pays-Bas             | 16     |
| 8    | Gheorghe Hagi          | Steaua Bucarest              | Roumanie             | 11     |
| 8    | Jürgen Klinsmann       | VfB Stuttgart / Inter Milan  | Allemagne de l'Ouest | 11     |
| 10   | Jean-Pierre Papin      | Olympique de Marseille       | France               | 10     |
| 10   | Michel Preud'homme     | FC Malines                   | Belgique             | 10     |
| 12   | Oleksiy Mykhaylychenko | Dynamo Kiev                  | Union soviétique     | 6      |
| 13   | Míchel                 | Real Madrid                  | Espagne              | 5      |
| 14   | Andreas Brehme         | Inter Milan                  | Allemagne de l'Ouest | 3      |
| 14   | Paulo Futre            | Atlético Madrid              | Portugal             | 3      |
| 14   | Karl-Heinz Riedle      | Werder Brême                 | Allemagne de l'Ouest | 3      |
| 17   | John Barnes            | Liverpool                    | Angleterre           | 2      |
| 17   | Pat Bonner             | Celtic Glasgow               | République d'Irlande | 2      |
| 17   | Glenn Hysén            | ACF Fiorentina / Liverpool   | Suède                | 2      |
| 17   | Oleg Kuznetsov         | Dynamo Kiev                  | Union soviétique     | 2      |
| 17   | Andreas Möller         | Borussia Dortmund            | Allemagne de l'Ouest | 2      |
| 17   | Julio Salinas          | FC Barcelone                 | Espagne              | 2      |
| 23   | Thomas Häßler          | 1. FC Cologne                | Allemagne de l'Ouest | 1      |
| 23   | Ronald Koeman          | PSV Eindhoven / FC Barcelone | Pays-Bas             | 1      |
| 23   | Robby Langers          | US Orléans / OGC Nice        | Luxembourg           | 1      |
| 23   | Gary Lineker           | Tottenham Hotspur            | Angleterre           | 1      |
| 23   | Paolo Maldini          | Milan AC                     | Italie               | 1      |
| 23   | Theo Snelders          | Aberdeen FC                  | Pays-Bas             | 1      |
| 23   | Gianluca Vialli        | Sampdoria de Gênes           | Italie               | 1      |
| 23   | Oleksandr Zavarov      | Juventus                     | Union soviétique     | 1      |